# لوك روبرتس (ممثل)
لوك روبرتس (بالإنجليزية: Luke Roberts)‏ هو ممثل بريطاني، ولد في 5 أكتوبر 1977 في المملكة المتحدة.
شارك في حلقة في مسلسل صراع العروش (الموسم 6) بدور السير آرثر داين.

## حياته
ولد لوك روبرتس في سنة 1977 في سفولك إنجلترا لأبوان اشتغالا في التصوير الفني وإضافة إلى نزعة عائلته الفنية، اشتغلا أخته كمعلمة لفن الرسم في عدد من المعاهد.
اما أخوه فامتلك نزعة تميل إلى موضوعات علمية، واصبح بروفيسور في أحد مجالات علم الفيزياء.
تدرب لوك في معهد L.A.M.D.A في لندن للفنون وتخرج منه عام 2000.
إضافة إلى حصوله على درجة (توضيح) في الدراسات الأمريكية من جامعة ويلز وجامعة سوانسي.

## أعمال

### أفلام
- (2014) نهوض إمبراطورية[2][3][4][5]

## وصلات خارجية
- لوك روبرتز على موقع IMDb (الإنجليزية)
- لوك روبرتز على موقع قاعدة بيانات الفيلم (الإنجليزية)